# Équipe de Papouasie-Nouvelle-Guinée de futsal
Maillots
L’équipe de Papouasie-Nouvelle-Guinée de futsal est une sélection contrôlée par la fédération de Papouasie-Nouvelle-Guinée de football (Papouasie-Nouvelle-Guinée Football Association). Elle est membre de la FIFA, et participe donc aux grands tournois internationaux. 
Elle est membre affilié de l'OFC. Elle participe au Championnat d'Océanie de futsal, qui constitue les éliminatoires de la Coupe du monde de futsal.

## Histoire
L'équipe de Papouasie-Nouvelle-Guinée de futsal a disputé 6 rencontres lors de la Coupe d'Océanie de Futsal 2000, pour un bilan de 3 victoires, 1 nul et 2 défaites.

## Palmarès

### Parcours en Coupe d'Océanie de Futsal
- 1992 à 1996 : Ne participe pas
- 2000 : (4e)
- 2004 à 2019 : Ne participe pas